# Luigina Giavotti
Luigina Giavotti (Pavía, Italia, 12 de octubre de 1916-Italia, 4 de agosto de 1976) fue una gimnasta artística italiana, subcampeona olímpica en Ámsterdam 1928 en el concurso por equipos.
Además Luigina, es célebre por ser la gimnasta más joven en ganar una medalla en unas Olimpiadas, ya que contaba con 11 años y 302 días, y su récord no puede ser batido ya que las actuales reglas de gimnasia dicen que se debe tener al menos 16 años para competir.

## Carrera deportiva
En las Olimpiadas celebradas en Ámsterdam en 1928 gana medalla de plata en el concurso por equipos, tras las neerlandesas y por delante de las británicas, siendo sus compañeras de equipo las gimnastas: Bianca Ambrosetti, Lavinia Gianoni, Virginia Giorgi, Germana Malabarba, Carla Marangoni, Luigina Perversi, Diana Pizzavini, Luisa Tanzini, Carolina Tronconi, Ines Vercesi y Rita Vittadini.